# Campeonato Carioca de Voleibol Masculino de 2010
O Campeonato Carioca de Voleibol Masculino de 2010 foi a 71ª edição deste campeonato que foi vencido pelo Volta Redonda por duas partidas de 3 sets a 1 no AABB Niterói na final. Este foi o terceiro título do Volta Redonda.

## Participantes
| Equipe        | Cidade         | Em 2009        | Títulos             |
| AABB Niterói  | Niterói        | Não participou | 0 (não possui)      |
| Botafogo      | Rio de Janeiro | 3º             | 23 (último em 2007) |
| Unipli        | Rio de Janeiro | Não participou | 0 (não possui)      |
| Universo      | Rio de Janeiro | Não participou | 1 (último em 2004)  |
| Volta Redonda | Volta Redonda  | Campeão        | 2 (último em 2009)  |

## Primeira fase
- Vitória por 3 sets a 0 ou 3 a 1: 3 pontos para o vencedor;
- Vitória por 3 sets a 2: 2 pontos para o vencedor e 1 ponto para o perdedor.
- Em caso de igualdade por pontos, os seguintes critérios servem como desempate: número de vitórias, média de sets e média de pontos.

|     |               |     | Jogos | Jogos | Jogos | Pontos | Pontos | Pontos | Sets | Sets | Sets   |
| Pos | Equipe        | Pts | T     | V     | D     | V      | P      | R      | V    | P    | R      |
| --- | ------------- | --- | ----- | ----- | ----- | ------ | ------ | ------ | ---- | ---- | ------ |
| 1   | Volta Redonda | 12  | 4     | 4     | 0     | 0      | 0      | MAX    | 12   | 1    | 12,000 |
| 2   | AABB Niterói  | 6   | 4     | 2     | 2     | 0      | 0      | MAX    | 8    | 7    | 1.143  |
| 3   | Botafogo      | 6   | 4     | 2     | 2     | 0      | 0      | MAX    | 6    | 8    | 0.750  |
| 4   | Universo      | 4   | 4     | 1     | 3     | 0      | 0      | MAX    | 6    | 10   | 0.600  |
| 5   | Unipli        | 2   | 4     | 1     | 3     | 0      | 0      | MAX    | 5    | 11   | 0.455  |

| 9 de outubro | AABB Niterói | 1 – 3 | Universo | Niterói |
| 9 de outubro |              |       |          | Niterói |

| 12 de outubro | Universo | 2 – 3 | Unipli | Rio de Janeiro |
| 12 de outubro |          |       |        | Rio de Janeiro |

| 12 de outubro | Botafogo | 0 – 3 | Volta Redonda | Rio de Janeiro |
| 12 de outubro |          |       |               | Rio de Janeiro |

| 14 de outubro | Botafogo | 3 – 1 | Universo | Rio de Janeiro |
| 14 de outubro |          |       |          | Rio de Janeiro |

| 16 de outubro | Unipli | 1 – 3 | AABB Niterói | Rio de Janeiro |
| 16 de outubro |        |       |              | Rio de Janeiro |

| 16 de outubro | Universo | 0 – 3 | Volta Redonda | Rio de Janeiro |
| 16 de outubro |          |       |               | Rio de Janeiro |

| 17 de outubro | Volta Redonda | 3 – 1 | AABB Niterói | Volta Redonda |
| 17 de outubro |               |       |              | Volta Redonda |

| 18 de outubro | Unipli | 1 – 3 | Botafogo | Rio de Janeiro |
| 18 de outubro |        |       |          | Rio de Janeiro |

| 19 de outubro | Volta Redonda | 3 – 0 | Unipli | Volta Redonda |
| 19 de outubro |               |       |        | Volta Redonda |

| 19 de outubro | Botafogo | 0 – 3 | AABB Niterói | Rio de Janeiro |
| 19 de outubro |          |       |              | Rio de Janeiro |

## Fase final

### Semifinais
| 20 de novembro | Volta Redonda | 3 – 0 | Universo | Volta Redonda |
| 20 de novembro |               |       |          | Volta Redonda |

| 23 de outubro | AABB Niterói | 3 – 0 | Botafogo | Niterói |
| 23 de outubro |              |       |          | Niterói |

### Final

#### 1º Jogo
| 26 de janeiro | AABB Niterói  | 1 – 3                         | Volta Redonda | Niterói |
| 26 de janeiro | 21 25 21 23 – | Set 1 Set 2 Set 3 Set 4 Set 5 | 25 19 25 –    | Niterói |

#### 2º Jogo
| 28 de janeiro | Volta Redonda | 3 – 1                         | AABB Niterói  | Volta Redonda |
| 28 de janeiro | 24 25 –       | Set 1 Set 2 Set 3 Set 4 Set 5 | 26 21 15 18 – | Volta Redonda |

## Premiação
| Campeonato Carioca de Voleibol de 2010 |
| Volta Redonda                          |
| -------------------------------------- |
| VOLTA REDONDA Tricampeão (3º título)   |